# Leptotarsus (Macromastix) arenarius
Leptotarsus (Macromastix) arenarius is een tweevleugelige uit de familie langpootmuggen (Tipulidae). De soort komt voor in het Australaziatisch gebied.